# Морений дуб
Морений дуб, морта (фр. marais — болото; англ. bog oak — дуб з болота) — деревина дуба, яка набула темного кольору, твердості та міцності внаслідок мінералізації солями металу в природних умовах боліт, річок та озер протягом сотень років.
В умовах відсутності повітря, дубильні речовини (наприклад танін), що містяться в деревині, вступають в хімічні реакції з солями заліза, які містяться в воді. В результаті деревина дубу змінює свої фізичні властивості — колір, міцність, пористість, твердість тощо. Добувають морений дуб на глибині 6-14 метрів. Кольорова гама різноманітна — від рожевого до чорного кольорів; малюнок річних кілець чіткий і насичений.
Добування морти є дорогим і працемістким процесом, що породжує високу ціну на даний вид деревини. Морта використовується для виготовлення елітних меблів, аксесуарів та люльок

## Процес створення
Болотяна деревина створюється зі стовбурів дерев, що лежать в болотах, і в болотоподібних умовах, таких як озера, дно річок, протягом століть і навіть тисячоліть. Деревина, позбавлена кисню, піддається процесу скам'яніння і мортоутворення.
Потік води і глибина відіграють особливу роль у створенні морти. Потоки пов'язують мінерали і залізо в воді з тканинами в деревині, природним чином фарбуючи деревину в процесі. Цей багатовіковий процес, який часто називають «дозріванням», перетворює деревину з золотисто-коричневої в повністю чорну, збільшуючи її твердість до такого рівня, що її можна вирізати тільки за допомогою спеціальних ріжучих інструментів.